# Artur Kutzelnigg
Artur Kutzelnigg (* 10. Juli 1904 in Klagenfurt; † 10. Januar 1984 in Köln) war ein österreichisch-deutscher Diplomingenieur, Professor und einer der prominentesten Vordenker der Warenlehre.

## Leben
Artur Kutzelnigg wurde als Sohn eines K.u.K.-Generals in Klagenfurt geboren. Er maturierte 1922 in Wien, studierte an der Technischen Hochschule Wien, erwarb 1927 den Titel Diplomingenieur und promovierte 1928 im Fach Technische Chemie.
Im selben Jahr kam er als Assistent an das Technologische Institut der Hochschule für Welthandel von Ernst Beutel. Unter großer Wertschätzung von Beutel arbeitet er mit diesem auf den Gebieten der Farbchemie zusammen.
1930 wurde er Privatdozent für Chemie und Technologie einschließlich Warenkunde, 1939 zum Dr. Ing. habil. und 1940 zum außerordentlichen Professor der Hochschule für Welthandel ernannt.
1943 kam er einem Ruf nach Königsberg bzw. 1944 nach Nürnberg für eine neu einzurichtende Professur für Warentechnologie nach. Doch die Ereignisse dieser Zeit verhinderten die Ausführung.
Nach dem Zweiten Weltkrieg war Kutzelnigg in der Industrie als Laborleiter tätig, wo er mehrere Patente zur Oberflächenbehandlung von Metallen und Kunststoffen erwarb. Hervorzuheben ist „Die Prüfung metallischer Überzüge“, Saulgau 1960. Kutzelnigg wirkte engagiert in vielen Fachausschüssen des Normenwesens des Vereins Deutscher Ingenieure und der Industrie mit.
Er bearbeitete die Bände Hassack, Beutel: Warenkunde I und II aus der Sammlung Göschen neu (8. Aufl. 1958/59).
1961 erfolgte die Ernennung zum außerordentlichen Professor und Direktor des „Institutes für Wirtschaftliche Warenlehre“ der Universität zu Köln, damit sollte noch auf Betreiben von Rudolf Seyffert die warenkundliche Tradition in der Bundesrepublik Deutschland dort nach Viktor Pöschl wieder aufgenommen werden. 1968 zum ordentlichen Professor ernannt, schied er mit Erreichen der Altersgrenze 1972 aus dem aktiven Dienst aus.
In dieser Zeit erschienen Publikationen, von welchen „Die Zigarette als Modellfall der Wirtschaftlichen Warenlehre“ (Frankfurt/Main 1962) und die „Terminologie der Warenkategorien“ (Frankfurt/Main 1965) herausragen.
Seine semiologischen Untersuchungen zur Begriffswelt der Ware sind zu Klassikern geworden. In „Wort und Begriff ‚Ware‘“, einem Beitrag in der Festschrift für Edmund Grünsteidl zum 70. Geburtstag, beweist Kutzelnigg im Jahr 1970 einen weit über den Zeitgeist stehenden Gesamtblick: Er hält fest, dass in der wissenschaftlichen Befassung mit der Ware vom Verhältnis zwischen dem Menschen und seiner Umwelt auszugehen sei – und dass der durch die Entwicklung eingeengte Begriffsinhalt „Ware“ überholt sei, dieser jedoch nunmehr als Oberbegriff all das umfassen würde, was in Teilbereichen als Produkt, Erzeugnis, Material, Versorgungsartikel usw. benannt wird.
In der Geschichte der Warenwissenschaft nimmt Kutzelnigg einen wegweisenden Platz ein. Er vertrat die Konzeption einer verwendungsorientierten Warenlehre. Die thematische Fülle seiner Veröffentlichungen weist in Richtung einer verbraucherorientierten Warenlehre, die ihrerseits von Ganzheitlichkeit getragen zu sein hat.
Kutzelnigg starb 1984 im Alter von 79 Jahren und wurde im Grab seiner Ehefrau Hilde geb. Laubner (1906–1980) auf dem Kölner Melaten-Friedhof bestattet. Dort wurde später auch die gemeinsame Tochter Irmgard Gonska (1938–1992) beigesetzt.

## Werke (Auswahl)
- Die Zigarette als Modellfall der Wirtschaftlichen Warenlehre.- Frankfurt am Main (Franz Nowack Verlag) 1962.
- Terminologie der Warenkategorien.- Frankfurt am Main (Franz Nowack Verlag) 1965.
- Wort und Begriff „Ware“.- In: Die Ware im Weltbild der Wirtschaft. Festschrift für Edmund Grünsteidl zum 70. Geburtstag. Wien (Österreichischer. Gewerbeverlag) 1970, S. 24–32.